# Happy Birthday, Mr. President

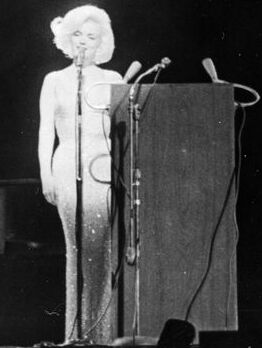
Мэрилин Монро поздравляет Джона Кеннеди с днём рождения 19 мая 1962 года песней: «Happy Birthday, Mr. President».

«Happy Birthday, Mr. President» (рус. С днём рождения, Мистер Президент) — песня, исполненная актрисой и певицей Мэрилин Монро 19 мая (суббота) 1962 года президенту Джону Кеннеди на праздновании его сорокапятилетия. Праздник был организован за десять дней (29 мая) до дня рождения Кеннеди. Мэрилин Монро спела её столь чувственно, что в прессе тут же начали ходить слухи о том, что между ней и президентом происходит роман.

## Выступление
Монро исполнила традиционный текст песни-поздравления «Happy Birthday to You» страстным, интимным голосом, при этом добавив «Мистер Президент» (англ. Mr. President), обратившись к Кеннеди. В песне она использовала отрывок из классической песни «Thanks for the Memory», включив в него новые слова специально для Кеннеди:

Спасибо, Мистер Президент

За всё, что Вы сделали

За битвы, которые Вы выиграли

За то, как Вы справляетесь с U.S. Steel

И со множеством наших проблем

Мы очень благодарны Вам за это
Оригинальный текст (англ.)
Thanks, Mr. President

For all the things you've done

The battles that you've won

The way you deal with U.S. Steel

And our problems by the ton

We thank you so much

Позже, когда внесли огромный праздничный торт, Кеннеди вышел на сцену и пошутил по поводу исполненной Монро версии песни: «Теперь я могу уйти из политики после такого милого, пышущего здоровьем исполнения „Happy Birthday“», намекая на облегающее платье и на сексуальный образ Монро.
Песню и выступление Монро вспоминали неоднократно. Это было одно из её последних крупных публичных выступлений. Через три месяца, 5 августа 1962 года, её найдут мёртвой в собственном доме. Первая леди Жаклин Кеннеди, которая редко бывала на мероприятиях Демократической партии, провела день на Loudon Hunt Horse Show со своими детьми Джоном-младшим и Кэролайн.
Монро аккомпанировал джазовый пианист Хэнк Джонс.

## История
День рождения Кеннеди праздновался в Мэдисон-сквер-гарден 19 мая 1962 года, на мероприятии присутствовало 15 000 человек, в том числе многочисленные знаменитости. Мероприятие было проведено как гала по сбору средств для Демократической партии.
Знаменитое платье Мэрилин Монро было сшито из маркизетовой ткани под цвет её кожи с 2 500 мерцающими стразами. Платье было настолько облегающим, что Мэрилин было трудно снять его; при этом она ничего не надевала под него. Дизайнером платья был Жан Луи.
Монро представлял Питер Лоуфорд. Он решил сделать вид, что она опаздывает, и весь вечер веселил публику, пока она не появлялась на сцене. Когда она наконец появилась под свет прожектора, Лоуфорд объявил её как «опоздавшую Мэрилин Монро» (в связи с её скорой смертью некое зловещее совпадение состоит в том, что «late» — «опоздавшая» (англ.) также имеет значение «покойная»). Монро сняла шубу из горностая, показав платье, и публика буквально ахнула.
Мероприятие было организовано и спродюсировано бродвейским композитором Ричардом Адлером. Хореографом выступила Кэрол Хейни, известная по мюзиклу «Пижамная игра».

## Влияние
Знаменитое платье Мэрилин Монро было сшито дизайнером Жаном Луи и стоило $1 440,33. В 1999 году на одном из аукционов Нью-Йорка платье было продано за $1,26 млн. 17 ноября 2016 года на аукционе в Лос-Анджелесе неизвестное лицо приобрело платье за $4,8 млн.
Одна из известнейших пародий на песню принадлежит Мадонне, которая в 11 эпизоде 18 сезона телепередачи «Saturday Night Live» спародировала её, спев «Happy Inauguration, Mr. President», обращённую к недавно избранному президенту Биллу Клинтону, которого сыграл Фил Хартман.
В эксцентрической комедии 1992 года «Мир Уэйна» Майк Майерс исполнил песню в образе главного героя Уэйна, который пел её по телефону своей подруге Кассандре (Тиа Каррере).
В одиннадцатом эпизоде второго сезона сериала «Во все тяжкие» Скайлер спародировала исполнение Монро для своего начальника, директора компании, Теда Бенеке на дне его рождения.
Участница женской поп-группы Spice Girls Джери Халлиуэлл на праздновании пятидесятилетия принца Чарльза (1998) исполнила песню, где вместо «Happy Birthday, Mr. President» (рус. С днём рождения, Мистер Президент) спела «Happy Birthday, Your Royal Highness» (рус. С днём рождения, Ваше Королевское высочество).
Знаменитое выступление Мэрилин Монро переиграла американская певица и музыкант Лана Дель Рей, которая сыграла её в клипе на песню National Anthem.